# セアト・タラッコ
タラッコ (TARRACO)は、セアトが製造販売している自動車である。

## 概要
2018年10月、パリモーターショーにて市販モデルが初公開された。2021年にはプラグインハイブリッド車が追加される予定である。

## 車名
「TARRACO (タラッコ)」は、スペイン王国カタルーニャ州タラゴナ県にある都市「Tarragona (タラゴナ)」に由来する。車名を決定する際には、セアトが実施した「ジュネーブ・チャレンジ」と題されたファン投票には、世界134ヶ国から14万6124人が参加。その結果、全体の35.5％である5万1903人によって「タラッコ」の名前が選ばれた。